# Protonemura bucolica
Protonemura bucolica is een steenvlieg uit de familie beeksteenvliegen (Nemouridae). De wetenschappelijke naam van de soort is voor het eerst geldig gepubliceerd in 1957 door Consiglio.